# Lophospermum breedlovei
Lophospermum breedlovei är en grobladsväxtart som beskrevs av W.J. Elisens. Lophospermum breedlovei ingår i släktet Lophospermum och familjen grobladsväxter. Inga underarter finns listade i Catalogue of Life.